# Guillaume Seignac

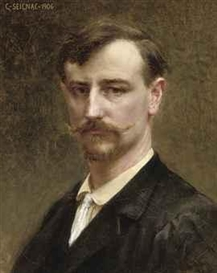
Seignac, zelfportret, 1906

Guillaume Seignac (Rennes, 1870 – Parijs, 1924) was een Frans kunstschilder. Zijn werk wordt gerekend tot de academische kunst.
Werk van Seignac is momenteel onder andere te zien in het Musée des Beaux-arts in Rennes en het Smith College Museum of Art in San Francisco.

## Leven en werk
Seignac studeerde aan de Académie Julian in Parijs, waar hij tussen 1889 en 1895 verbleef. Zijn leermeesters waren Prix de Rome-winnaar Gabriel Ferrier, genreschilder Tony Robert-Fleury en vooral William Bouguereau.
In lijn met zijn classicistische opleiding schilderde hij vooral in een neoclassicistische stijl. Ook greep hij terug op de renaissance en de quattrocento. Zijn thema’s ontleende hij vaak aan de klassieke mythologie. Ook maakte hij veel portretten van mooie vrouwen in contrapposto-poses. Daarbij hij zich liet beïnvloeden door Engelse kunstschilders als Albert Moore en Lawrence Alma-Tadema. Seignac werd geroemd om zijn technische vaardigheid, die goed tot uitdrukking kwam in zijn weergave van gewaden.

## Galerij

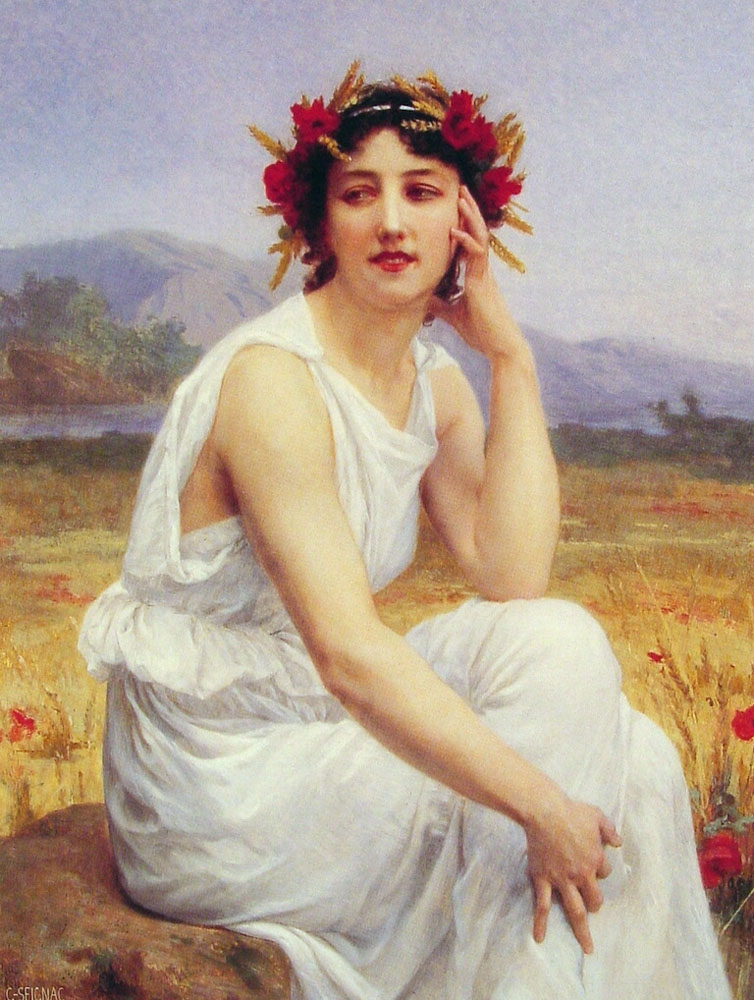
The Muse
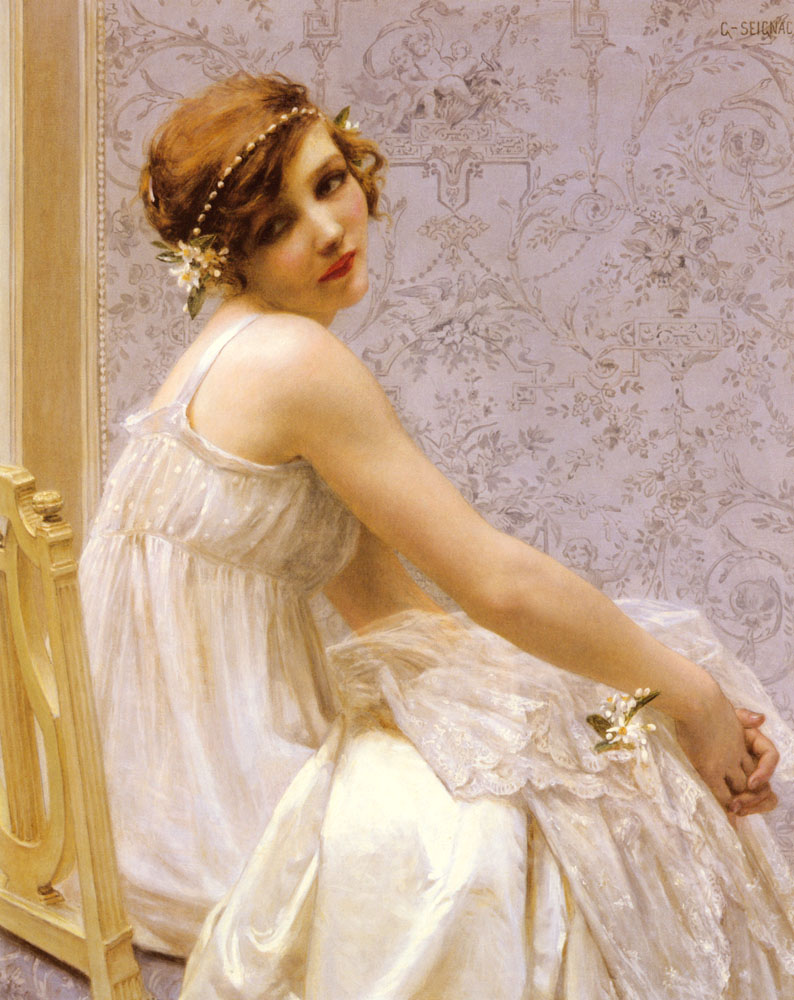
Virginité
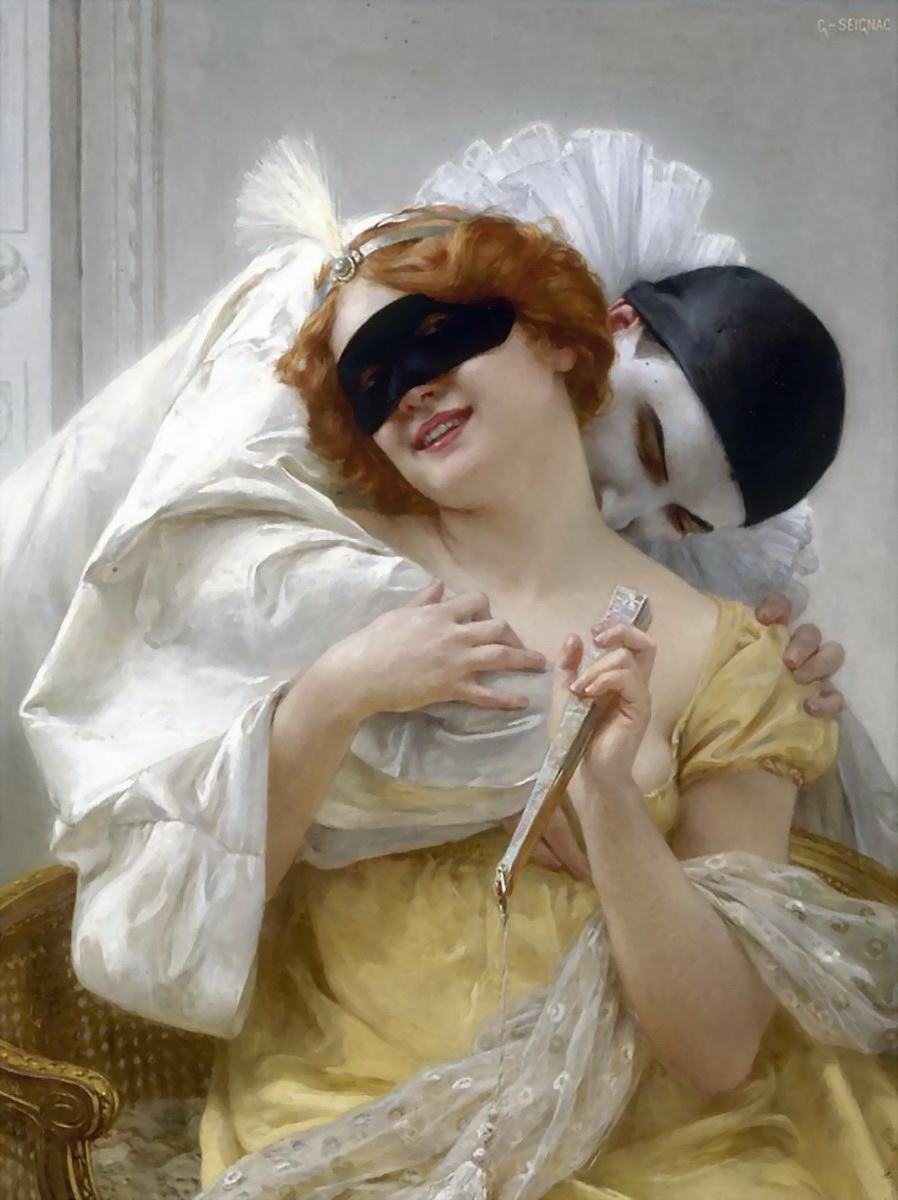
Pierrot t’Embrace
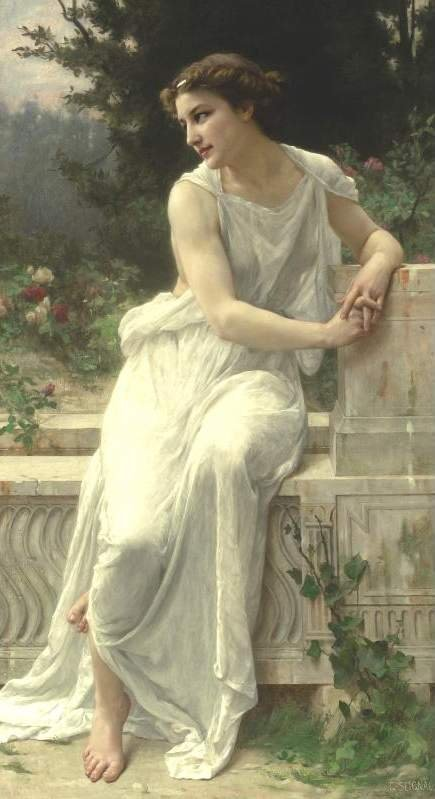
Jeune femme de Pompéi à une terrasse
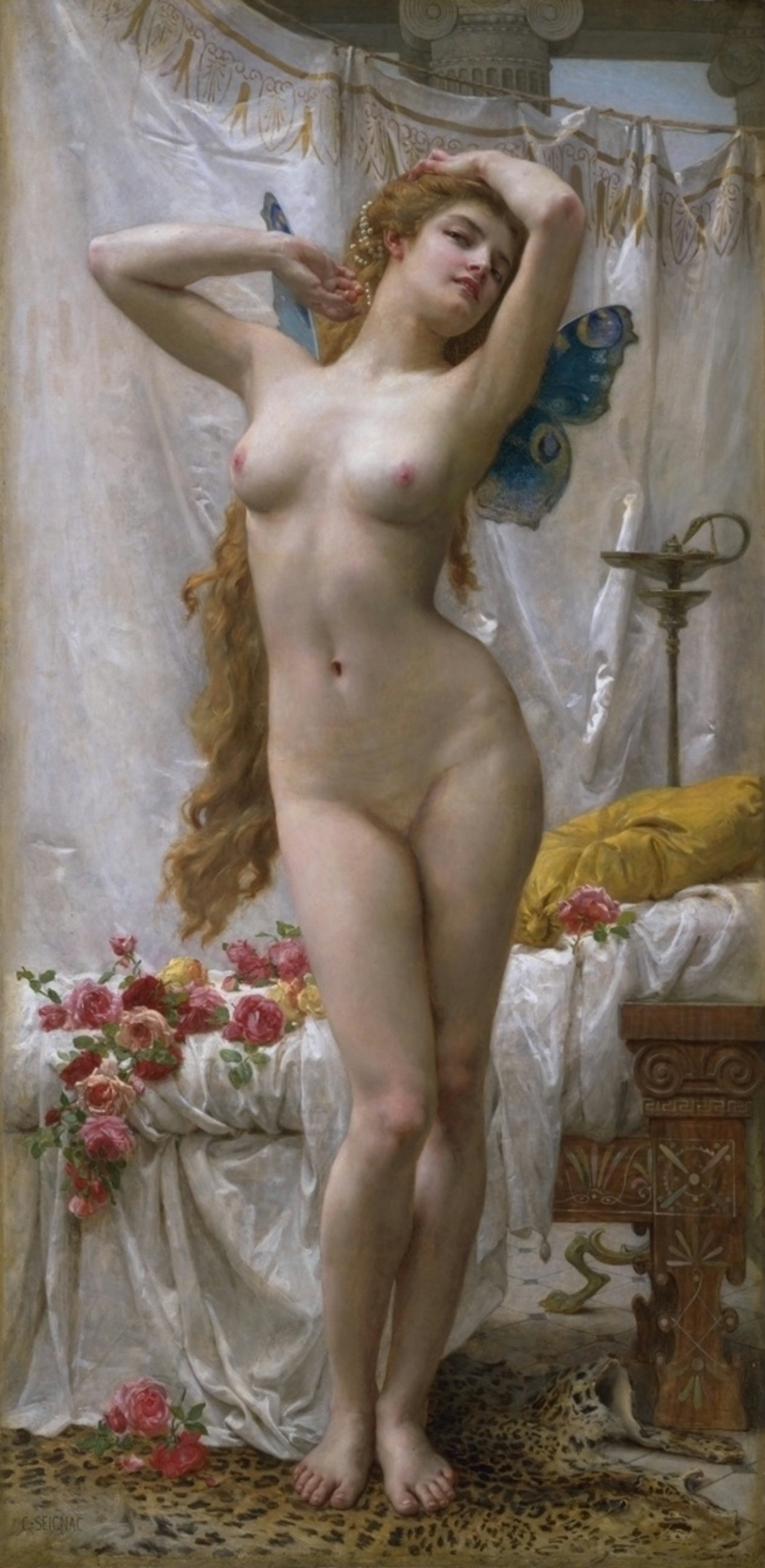
Le réveil de Psyché
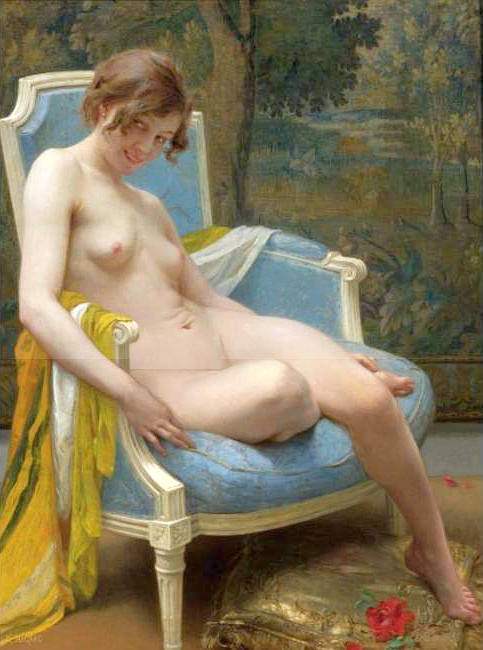
Daphne
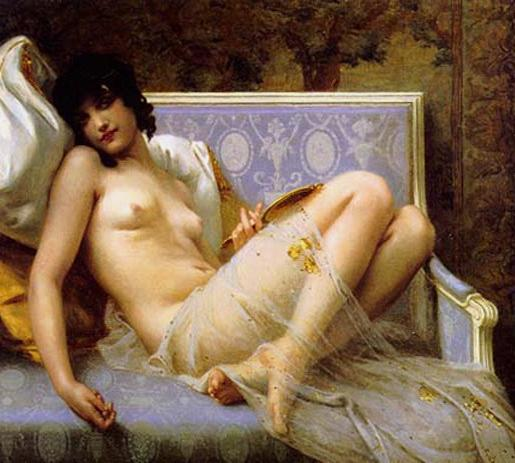
Jeune femme nue sur un canapé
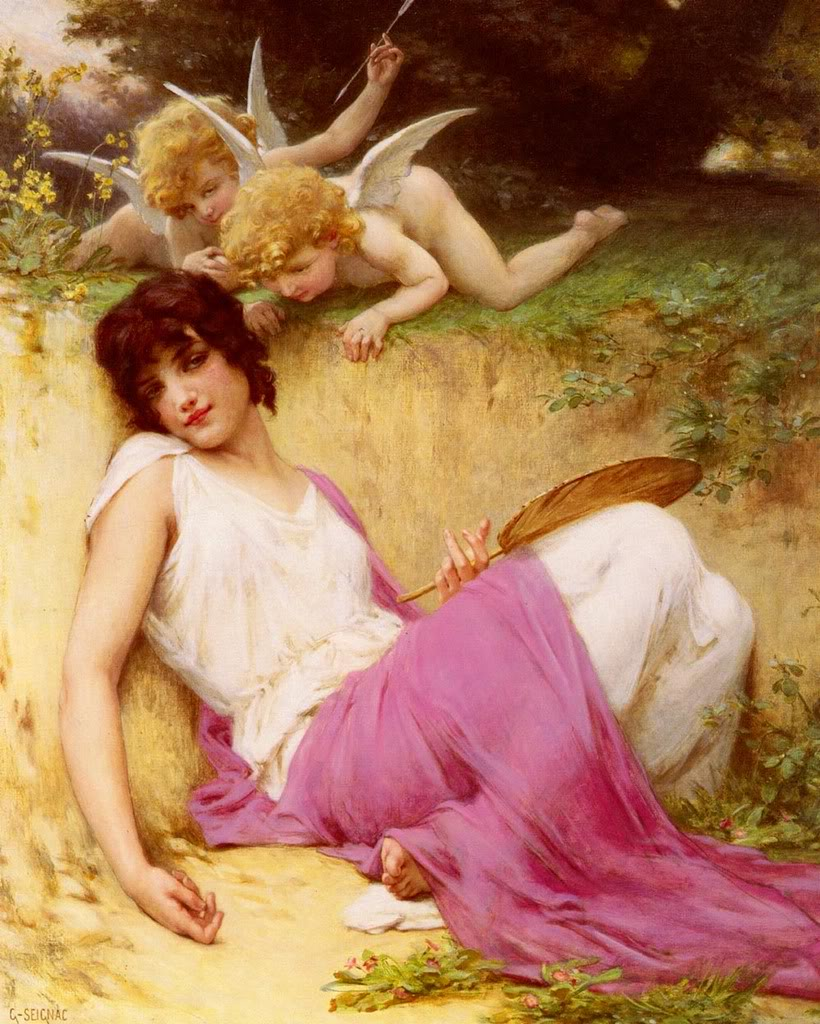
L’Innocence
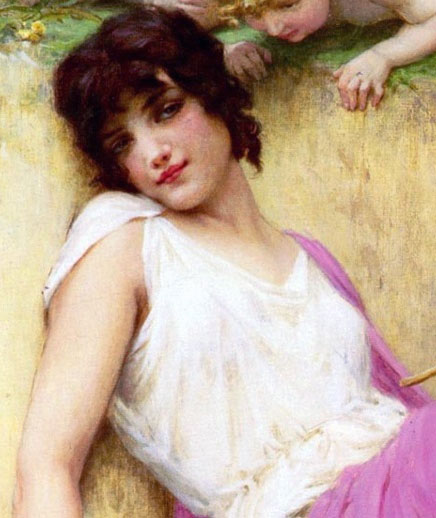
L’Innocence (detail)
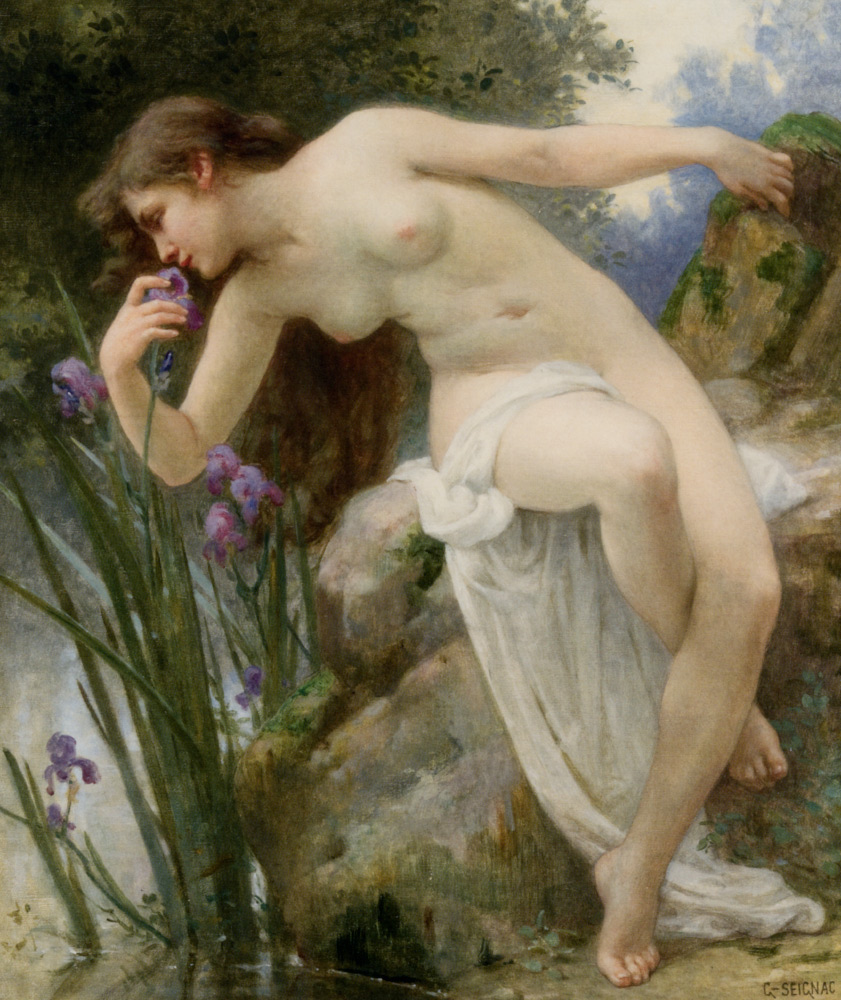
Iris (detail)